# アキバン!バン!バン!
『アキバン!バン!バン!』は、千葉テレビ放送（チバテレ）で放送されていた、秋葉原の情報番組と称したバラエティ番組。

## 概要
2007年12月10日放送開始。制作・著作およびスポンサーはレコード会社のアスラン(Aslan)で、チバテレと関連会社であるちばテレビメディアネットが制作協力をしている（ただしチバテレは途中で外れた）。
出演者はアキバ系アイドルなどいずれも秋葉原を中心に活動しているアーティストで、調査員と呼ばれる出演者が秋葉原の様々なスポットや自身が出演するライブや新曲の情報を番組のコーナーを通して紹介している。基本的にMC、アシスタント以外の出演者も放送されるコーナーも毎週異なっており、下記のコーナーは何れも不定期放送である。また、通常のコーナーを全て休止して、出演者のワンマンライブの映像を流すこともある。
他の秋葉系情報番組にありがちなアニメやゲームの話題はほとんどないが、多種多彩なコーナーを次々と投入している。
2009年8月3日放送分より、スタジオトークがCGを背景に出演者を登場させるクロマキー合成に変わり、コーナーも一部リニューアルされた。
2009年12月28日の放送をもって終了した。この回は過去の名場面を振り返る総集編だった。
独立UHF局で秋葉原の情報番組を放送したのは、TOKYO MXの「アキバ!AKIBA☆あきば」（2006年）に続いて2例目。

## 放送日時
- 毎週月曜22:00〜22:30
※番組開始から2009年3月までは月曜23:30からの放送だった。

## 出演者
MC
- 大生伊藤（Little Non・ドラム）

アシスタント
- 朝倉さくら（提供クレジットの読み上げも担当）
- 学園系メイドCafe&Bar アキバ学園2年1組の生徒

準レギュラー
- Little Non
  - ノゾミ（ボーカル、ノゾミの知り合い「NozoMix」名義で出演）
  - 親分福田（ベース）
  - シュン（ギター）

- 大樹
- 有希
- ヒオキタマオ（田川まゆみが出演を休んだ回で代理を担当したことがある）

卒業
- 田川まゆみ（メイド喫茶「ぴなふぉあ」の店員でもあるため常にメイド服で出演）(2007年12月10日-2009年7月27日)

## 放送終了までOAされた番組内のコーナー
NozoMixのSF電気
NozoMix（ノゾミ）が秋葉原で手に入れたジャンク品を改造するコーナー。開始当初はジャンク品を巡って取材先の店員と対決するが勝敗に関係なくジャンク品を獲得するのがお約束となっていたが、現在は既に持っているジャンク品を改造するだけというパターンに変わっている。字幕にも表示されるが、ジャンク品は完全に使えなくなった物を使用している。2008年5月19日の放送ではヒオキタマオが「HioKixのSF電気」として出演した。
Jelly Beansのコーナー
朝倉さくらと有希のユニット「Jelly Beans」のコーナーで、現在は「アキバ学園2年1組」を担当する。過去に「Jelly Beansクイズ」「Jelly Beansガチンコ7番勝負」と言った二人が対決するゲームや自身がイメージキャラをしているコスプレ喫茶の情報も放送された。
グータラヌーボ
ノゾミとヒオキタマオが恋愛などのテーマでトークをするコーナー。
微熱大陸
情熱大陸風のコーナーで、1人の人物にスポットを当てるドキュメンタリー。
Club SAKRA
朝倉さくらがある場所でお便りを読む。このコーナーでは「皆さんこんばんこ」と挨拶する。一応、宛先も表示されているが、投稿者はほぼ同一のハンドルネームとなっている。後半はBGMをバックに朝倉さくらを終始撮る（読み上げが1分程度で終わるため、実際はこちらの方が長い）。
BAR福田
親分福田が営業している（という設定の）酒場に、グラビアアイドルが登場する。以前のコーナー「福田工務店」の後継である。現在は大樹が「バンバンバンク」と言う架空の銀行から借金取りとして出演している。銀行員と言うことで喋り方も比較的丁寧である。
シュンの鉄板しゃべり場
Little Nonと夢色モンスターの男性メンバーのみが集結し、シュンを中心に様々なトークを繰り広げる。
D.H
Little Nonの大生伊藤(D)と大樹(H)のドラマー二人がドラムの事について語るコーナーと説明がなされているが、実際はひたすら釣りをしているだけのコーナー。

## 放送中で終了したコーナー
アイドル改造計画
ヒオキタマオのコーナーで、彼女が様々なことに挑戦する。コーナー開始の際には必ず「やさしい気持ちで見てください」と書かれた画面が出るが、終わる時は必ず黒バックに縦文字で「無理」と書かれた画面が出る。
福田工務店
親分福田とYuichi-xxのコーナー。このコーナーはグラビアアイドルが出演（事実上唯一のゲスト扱い）し、内容は親分福田がそのアイドルに面接を行うもの。グラビアアイドルというだけに水着で出演することが多く、様々なポーズをとらせることもある。
ROCKだぜっ!!
akikoがROCKをテーマに秋葉原にある楽器店で売られているギターの紹介など様々な取材をするコーナー。
アキバアーティスト常識クイズ
秋葉原に関するクイズコーナー。こちらもスタジオ内で行われる。解答者はおおよそ4〜5人程であるが、中には普段番組に出演していない人達も登場することがある。珍回答で競う内容になっており大生伊藤の独断で解答者の得点を決める。一番得点が低かった解答者には罰ゲームが用意される。
69号室は空いていますか?
Fumi69が不動産会社社員と一緒に、秋葉原へ頻繁に行く人向けに秋葉原に近い空き物件を紹介するコーナー。
HABARAP
夢色モンスターの男性メンバーとヒオキタマオがその回のテーマに合わせたラップをする。
CAT'S
ヒオキタマオたちが猫のコスプレをしてコントをやるコーナー。

## その他
- 同局の「勝利の女神〜3rdSTAGE〜」とコラボを果たしたことがある（「勝利の女神」では2008年6月6日、本番組では23日にそれぞれ放送）。本番組のスタジオに「勝利の女神」に出演している女性アイドル達が登場し、アキバアーティスト常識クイズに挑戦した。
- 2008年6月2日の放送と2009年2月2日の放送ではスタジオ外からの放送となり、前者は5月18日に秋葉原clubGOODMANで行われたライブイベント「AKIBA Fes Z 〜アニメだよ!全員集合〜」の公開収録の模様を[2]、後者は1月11日に同所で行われたライブイベント「アキバフェスZダークナイト」の公開収録の模様をそれぞれ流した。